# VFX
VFX（ブイエフエックス）は映画やテレビドラマなどの映像作品において、現実には見られない画面効果を実現するための技術。視覚効果（しかくこうか）とも。撮影現場で加える効果をSFX（特殊効果）と呼ぶのに対し、VFXは撮影後のポストプロダクション段階に付け加えられる効果を指す。
VFXの業界団体としてアメリカには視覚効果協会(VES)、日本にはVFX-JAPANがある。
アメリカのアカデミー賞にはVFXを評価するアカデミー視覚効果賞がある。また、アカデミー科学技術賞もVFXに関連した貢献に授与されることがある。
「VFX」という単語は視覚効果を意味する英語英: visual effectsに由来し、「V」はvisualの頭文字、「FX」は「effects」の発音に類似もしくは全く同じ発音になることに由来する。

## VFX技術
- 光学合成
- 東通ecgシステム
- デジタル合成
- コンピュータグラフィックス
- 3次元コンピュータグラフィックス
- コンピューター・ジェネレイティド・イマジェリー（CGI）
- マッチムーブ
- デジタルリムーバル
- クロマキー

## VFX制作会社一覧

### 非独立系
- ソニーグループ
  - ソニー・ピクチャーズ・イメージワークス ( アメリカ合衆国)
  - ピクソモンド ( ドイツ)
- 円谷フィールズホールディングス
  - デジタル・フロンティア ( 日本)
- IMAGICA GROUP
  - IMAGICA Lab.（ 日本）
  - オー・エル・エム・デジタル ( 日本)
- TBSホールディングス
  - TBSアクトデザイン本部アートセンターOXYBOT事業部 ( 日本)
- フジサンケイグループ
  - FILM LLP ( 日本)
- 東北新社
  - オムニバス・ジャパン ( 日本)
- Netflix
  - スキャンラインVFX ( ドイツ)
  - アニマル・ロジック (現在はNetflix Animation（英語版）のブランド[1]、 オーストラリア)
- ウォルト・ディズニー・カンパニー
  - インダストリアル・ライト&マジック ( アメリカ合衆国)
- ユービーアイソフト
  - ハイブリッド・テクノロジーズ ( カナダ)
- Technicolor Creative Studios（英語版）
  - ムービング・ピクチャー・カンパニー ( イギリス)  - 2022年にMPC Film、MPC Episodic（2021年Mikros VFXを統合[2]）、MR. Xを統合[3]
  - The Mill（英語版） ( イギリス) - 2022年にMPC Advertisingを統合[4]

### 独立系（五十音順）
- ACTDESiGNS,inc.( 日本)
- AnnexDigital( 日本)
- alphaliez( 日本)
- アンダーグラフ( 日本)
- WETAデジタル ( ニュージーランド)
- エヌ・デザイン ( 日本)
- OCTIGRAPHICA( 日本)
- KASSEN ( 日本)
- Cafe Group
  - Cafe VFX( 日本)
  - AnimationCafe( 日本)
- 金魚事務所 ( 日本)
- GIFT inc.( 日本)
- キルアフィルム( 日本)
- Goodbye Kansas Studios（スウェーデン語版）（ スウェーデン）
- グリオグルーヴ ( 日本)
- GlitterMagic Inc.( タイ)
- クロフネプロダクト( 日本)
- CONTORNO( 日本)
- シネサイト ( イギリス)
  - イメージエンジン ( カナダ)
- 白組 ( 日本)
- 神央薬品( 日本)
- StudioGOONEYS( 日本)
- スタジオ・バックホーン ( 日本)
- スティミュラスイメージ( 日本)
- Spade&Co.( 日本)
- SULTAMEDIA FX( 日本)
- Zoic Studios ( アメリカ合衆国)
- ナイス・デー( 日本)
- 日本映像クリエイティブ( 日本)
- 日本エフェクトセンター( 日本)
- DNEG ( イギリス)
- デジタル・ドメイン ( アメリカ合衆国)
- tsumiki( 日本)
- トランジスタ・スタジオ( 日本)
- ハイドラックス ( アメリカ合衆国)
- Basilic Fly Studio（ インド）
  - One of Us（ イギリス、 フランス）[5]
- 林デジタル工務店( 日本)
- BUFカンパニー ( フランス)
- ビジュアルマントウキョー ( 日本)
- 4Dブレイン ( 日本)
- フレームストア ( イギリス)
  - Method Studios ( アメリカ合衆国)
- The Pitch Black Company ( アメリカ合衆国)
  - Folks VFX（ カナダ）　- 2020年にFuseFX（英語版）( アメリカ合衆国)を吸収し[6]、2025年にFuseFXブランドを終了[7]
  - ライジング・サン・ピクチャーズ ( オーストラリア)
- PhantomFX ( インド)
  - ティペット・スタジオ ( アメリカ合衆国)
- マック・ガフ ( フランス)
- マリンポスト ( 日本)
- ミックジャパン( 日本)
- Motor/lieZ (イマージュ） ( 日本)
- モンブランピクチャーズ( 日本)
- Monsters Aliens Robots Zombies（ カナダ）
- ユニバーサル・プロダクション・パートナーズ ( チェコ)
- TREE Digital Studio ( 日本)
- レイルズ( 日本)
- ロデオFX ( カナダ)[注 2]

### VFXを手掛けたアニメーションスタジオ
- マーザ・アニメーションプラネット( 日本) - セガサミーホールディングス系。
- 東映アニメーション ( 日本) - 東映子会社。手掛けた実写作品は東映アニメーション#実写映画参加作品参照。
- ゴンゾ( 日本) - 手掛けた実写作品はゴンゾ#実写映画参照。
- ニンテンドーピクチャーズ( 日本) - 手掛けた実写作品はニンテンドーピクチャーズ#実写映画及びニンテンドーピクチャーズ#テレビドラマ参照。
- Reel FX Animation（英語版）（ アメリカ合衆国）
- 丸壱動画( 日本)
- アイラ・ラボラトリ( 日本)
- AstroBros( 日本)
- ピコナ( 日本)
- ドメリカ( 日本)
- 天狗工房( 日本)
- しいたけデジタル( 日本)
- lunaworks( 日本)
- FrameBox( 日本)
- ダンデライオンアニメーションスタジオ( 日本)
- SAMURAI PICTURES( 日本)

### 閉鎖
- インテリジェント・クリーチャーズ ( カナダ)
- プラナ・スタジオ ( アメリカ合衆国)
- リズム&ヒューズ・スタジオ ( アメリカ合衆国)
- ピクチャーエレメント ( 日本)
- フレームワークス・エンターテインメント( 日本) - 2021年終了[10]。

## VFX関係者一覧（五十音順）

### あ行
- アダム・ヴァルデス
- 秋山貴彦
- 浅野秀二
- 荒牧伸志
- 磯部晃一
- 石井教雄
- 井野元英二
- 岩本晶
- 上杉裕世
- ビル・ウェステンホファー
- リチャード・エドランド
- 太田垣香織
- 大屋哲男
- 岡本晃
- 岡部淳也
- 小田一生
- 尾上克郎

### か行
- 鹿角剛
- 鹿住朗生
- 木村俊幸
- ジェームズ・キャメロン

### さ行
- 坂口亮
- 佐藤敦紀
- 渋谷紀世子
- ピーター・ジャクソン
- ジョー・ジョンストン
- 進威志
- ストラウス兄弟
- ステファン・セレッティ
- 瀬下寛之

### た行
- ジョン・ダイクストラ
- 太一
- 立石勝
- 丹治匠
- フィル・ティペット
- 道木伸隆
- 豊嶋勇作

### な行
- 西川和宏
- 野口光一
- 野崎宏二
- ジョン・ノール
- ノブタコウイチ

### は行
- 林伸彦
- 原田大三郎
- 樋口真嗣
- ポール・フランクリン

### ま行
- グラント・マキューン
- 宮原洋平
- デニス・ミューレン

### や行
- 山口圭二
- 山口聡
- 山崎貴
- 結城崇史

### ら行
- ジョージ・ルーカス
- ジョー・レッテリ
- ケン・ローストン

### わ行
- 渡辺輝重